# Instytut Europeistyki Uniwersytetu Warszawskiego

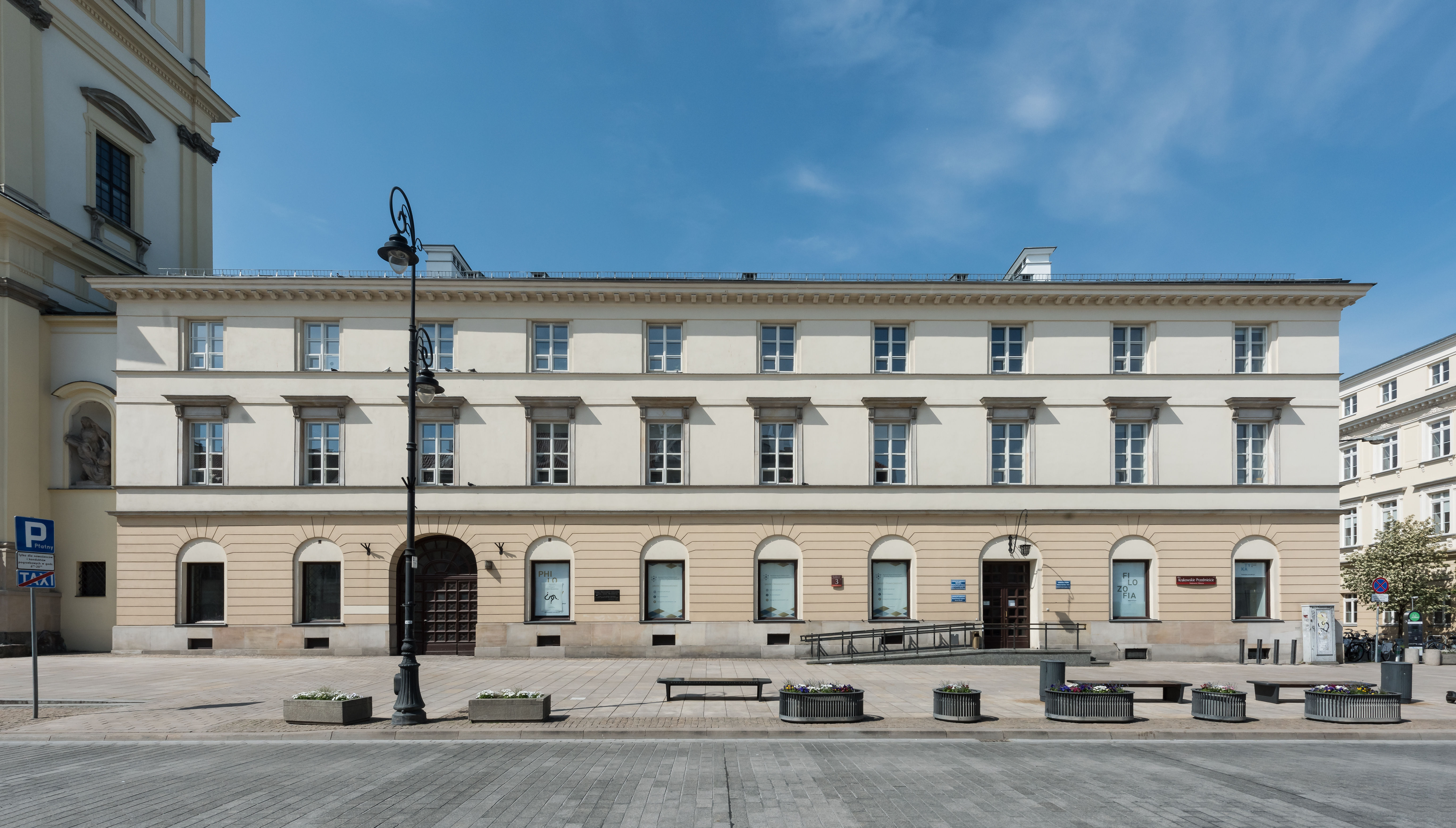
Siedziba Instytutu przy ul. Krakowskie Przedmieście 3

Instytut Europeistyki Uniwersytetu Warszawskiego – samodzielna jednostka organizacyjna w ramach Wydziału Nauk Politycznych i Studiów Międzynarodowych Uniwersytetu Warszawskiego.
Powstał w wyniku zmian organizacyjnych jako kontynuator merytoryczny i prawny Katedry Europeistyki, funkcjonującej na Wydziale w latach 2004–2012. Funkcję dyrektora Instytutu pełni prof. dr hab. Konstanty Adam Wojtaszczyk.

## Opis
Instytut Europeistyki prowadzi kształcenie na kierunku europeistyka zarówno na studiach pierwszego jak i drugiego stopnia (studia licencjackie i magisterskie). Posiada również ofertę studiów podyplomowych. Studentami Instytutu Europeistyki jest obecnie około 400 osób, wśród których jest jedna z największych na Uniwersytecie Warszawskim grupa studentów-obcokrajowców.
Instytut Europeistyki prowadzi badania naukowe w obszarze studiów europejskich. Badania te koncentrują się głównie na metodologicznych problemach badań europejskich, prawno-instytucjonalnym wymiarze Unii Europejskiej, funkcjonowaniu polityk unijnych oraz kulturowo-historycznych i społeczno-politycznych aspektach integracji europejskiej. Obecnie w Instytucie realizowanych jest kilka projektów badawczych finansowanych ze środków zewnętrznych. W latach 2009–2016 pracownicy Instytutu opublikowali ponad 80 monografii naukowych, blisko 240 rozdziałów w monografiach polskich i zagranicznych oraz ponad 90 artykułów w czasopismach naukowych, recenzji i haseł w słownikach. Instytut wydaje także  kwartalnik naukowy „Przegląd Europejski”.
Poza działalnością naukowo-badawczą oraz prowadzeniem studiów Instytut realizuje szereg inicjatyw dydaktycznych skierowanych do studentów innych jednostek i uczelni, w tym zagranicznych, a także uczniów szkół średnich, takich jak wykłady tematyczne, kursy i konkursy dla licealistów, gościnne wykłady w szkołach ponadgimnazjalnych, szkoły letnie.

## Struktura Instytutu
- Zakład Metodologii Badań Europejskich
- Zakład Historii Europy
- Zakład Prawa i Instytucji Europejskich
- Zakład Polityk Unii Europejskiej
- Zakład Europejskich Studiów Subregionalnych
- Zakład Kultury, Komunikowania i Marketingu Europejskiego

## Wybrani pracownicy
- Konstanty Adam Wojtaszczyk
- Jacek Czaputowicz
- Piotr Wawrzyk
- Paweł Borkowski (politolog)